# Bust
Bust är en kommun i departementet Bas-Rhin i regionen Grand Est (tidigare regionen Alsace) i nordöstra Frankrike. Kommunen ligger i kantonen Drulingen som tillhör arrondissementet Saverne. År 2022 hade Bust 462 invånare.

## Befolkningsutveckling
Antalet invånare i kommunen Bust
| Referens: INSEE |